# 따름정리
수학에서, 명제나 정리의 따름 정리(-定理, 영어: corollary) 또는 계(系)는 그 명제나 정리에서 바로 유도되는 명제이다. 따름 정리의 선언은 보통 그를 유도하는 명제나 정리의 선언을 뒤따른다. 따름 정리 여부는 보통 주관적이다.

## 같이 보기
- 보조정리
- 명제
- 루스벨트 계론